# Biblioteca Harold Washington
La Biblioteca Harold Washington es la biblioteca central del Sistema de Bibliotecas Públicas de Chicago. Se encuentra justo al sur de The Loop, en 400 S. State Street en Chicago, en el estado estadounidense de Illinois. Es una biblioteca de servicio completo y cumple con la Americans with Disabilities Act (ADA). Como ocurre con todas las bibliotecas del sistema de bibliotecas públicas de Chicago, cuenta con un servicio gratuito de Internet Wifi. El edificio dispone aproximadamente de 70 200 m² de espacio de trabajo, con un total de 90 300 m² construidos, incluido el ático con jardín de invierno en la azotea. Fue nombrada en honor a Harold Washington, alcalde de la ciudad en el momento de su construcción.

## Historia
Antes de 1872, Chicago tenía principalmente bibliotecas privadas. Inglaterra respondió al Gran Incendio de Chicago de 1871 donando más de 8 000 libros a la ciudad, que se convirtió en la base de la primera biblioteca pública. Esta colección se alojó en una variedad de ubicaciones, hasta que se construyó la Biblioteca Central en 1891.Ya en  1922 se hablaba de la necesidad de un nuevo edificio.
Con la conversión de la antigua biblioteca central de Chicago en el Chicago Cultural Center en 1977, se abrió una biblioteca central temporal a largo plazo en el edificio Mandel en 425 North Michigan Avenue y gran parte de la colección de la biblioteca se almacenó. Se produjo un debate sobre una nueva biblioteca central que continuó durante la mayor parte de la década de 1980, frustrado por la falta de financiación. 
Tras su elección en 1983, el alcalde Harold Washington apoyó la construcción de una nueva biblioteca central. Después de la agitación de cuatro administraciones de alcaldes en un período de siete años, finalmente, en 1986 durante el mandato de Washington, la ciudad y la Junta de Bibliotecas eligieron una ubicación y emitieron una emisión de bonos de 175 millones de dólares para proporcionar fondos para el nuevo edificio, así como, para todo el sistema de sucursales de bibliotecas de la ciudad.
En 1987, la ciudad celebró un concurso para decidir sobre la arquitectura de la biblioteca. Se eligieron cinco propuestas destacadas de coaliciones de diseño y construcción de arquitectos y contratistas: VOA Associates en colaboración con Arthur Erickson; Hammond, Beeby y Babka; Murphy/Jahn, Lohan Associates y Skidmore, Owings and Merrill . Las propuestas se redujeron a dos finalistas: el equipo de Helmut Jahn, con una biblioteca de diseño moderno y vidriado, y la coalición SEBUS, con diseño posmoderno de Hammond, Beeby y Babka.
En particular, el diseño de Jahn era arquearse sobre Van Buren Street, hacia el área que ahora está ocupada por Pritzker Park, incorporando una nueva estación elevada en The Loop. Esos elementos se consideraron demasiado caros, junto con el resto del diseño de Jahn, por lo que el diseño de Hammond, Beeby y Babka ganó el concurso. Las maquetas arquitectónicas de los equipos participantes están ubicadas en el octavo piso de la biblioteca, excepto la propuesta de SEBUS, que se encuentra en el noveno piso de las Colecciones Especiales.
Con el apoyo de Harold Washington y la adinerada familia Pritzker de Chicago, se abrió el camino en el sitio elegido en Congress Parkway y State Street, cubriendo una cuadra entera. Tras la finalización del edificio en 1991, el nuevo alcalde, Richard M. Daley, nombró el edificio en honor al exalcalde Harold Washington, ya entonces fallecido, un defensor de la lectura y de la educación de los habitantes de Chicago, así como un defensor de la construcción de la biblioteca. La Biblioteca Harold Washington se inauguró el 7 de octubre de 1991. Desde su conclusión, la biblioteca ha aparecido en el Libro Guinness de los récords como el edificio de biblioteca pública más grande de Estados Unidos.
En 2007 el American Institute of Architects realizó una encuesta para determinar la lista America's Favorite Architecture con los 150 edificios favoritos en Estados Unidos; la Biblioteca Harold Washington ocupa el puesto 85.º. En 2013, el arquitecto y presidente de Hammond, Beeby y Babka, Thomas H. Beeby, ganó el prestigioso Premio Driehaus por este y otros proyectos.

## Arquitectura

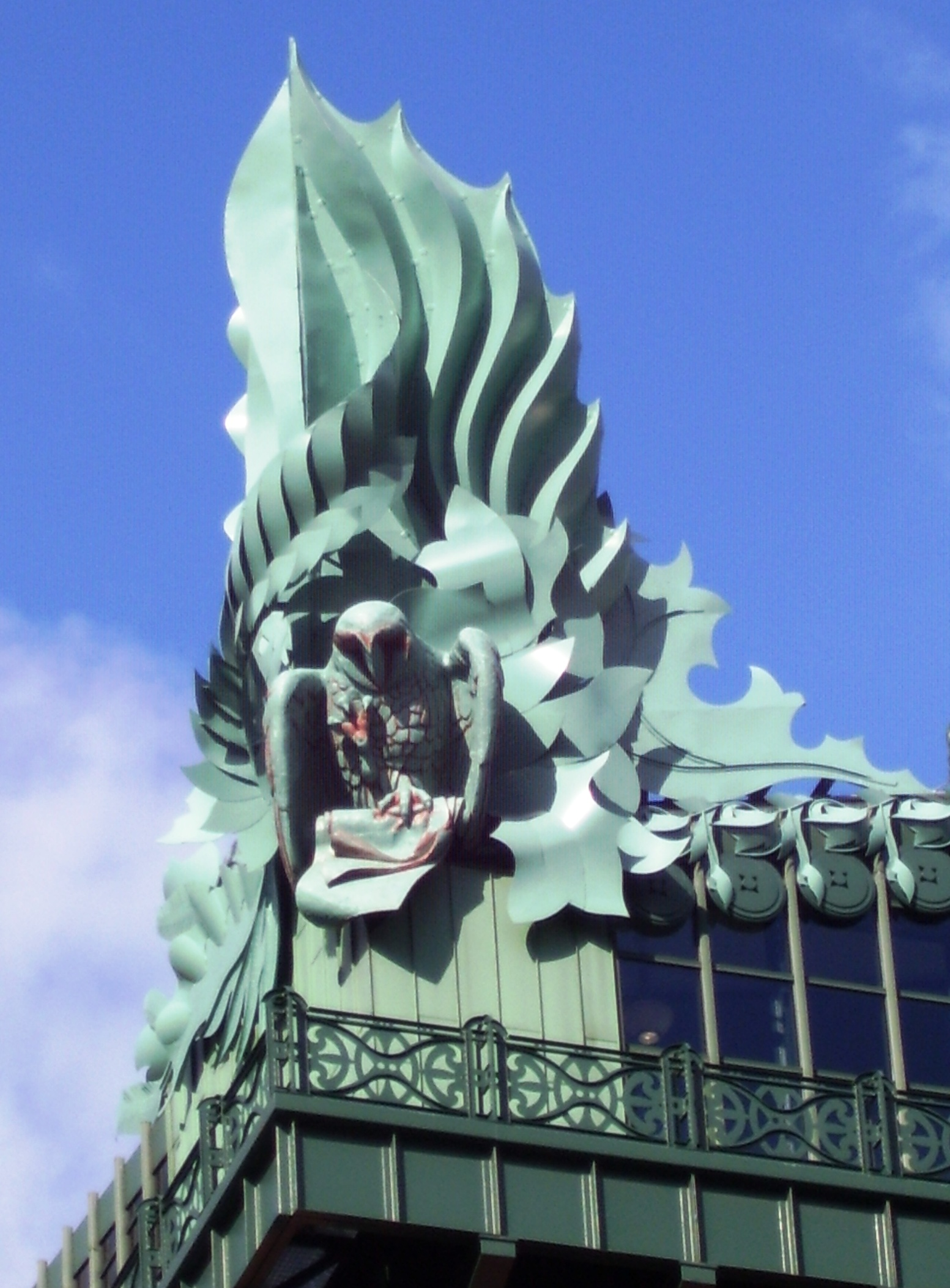
Búho en la acrotera suroeste del edificio.

### Exterior

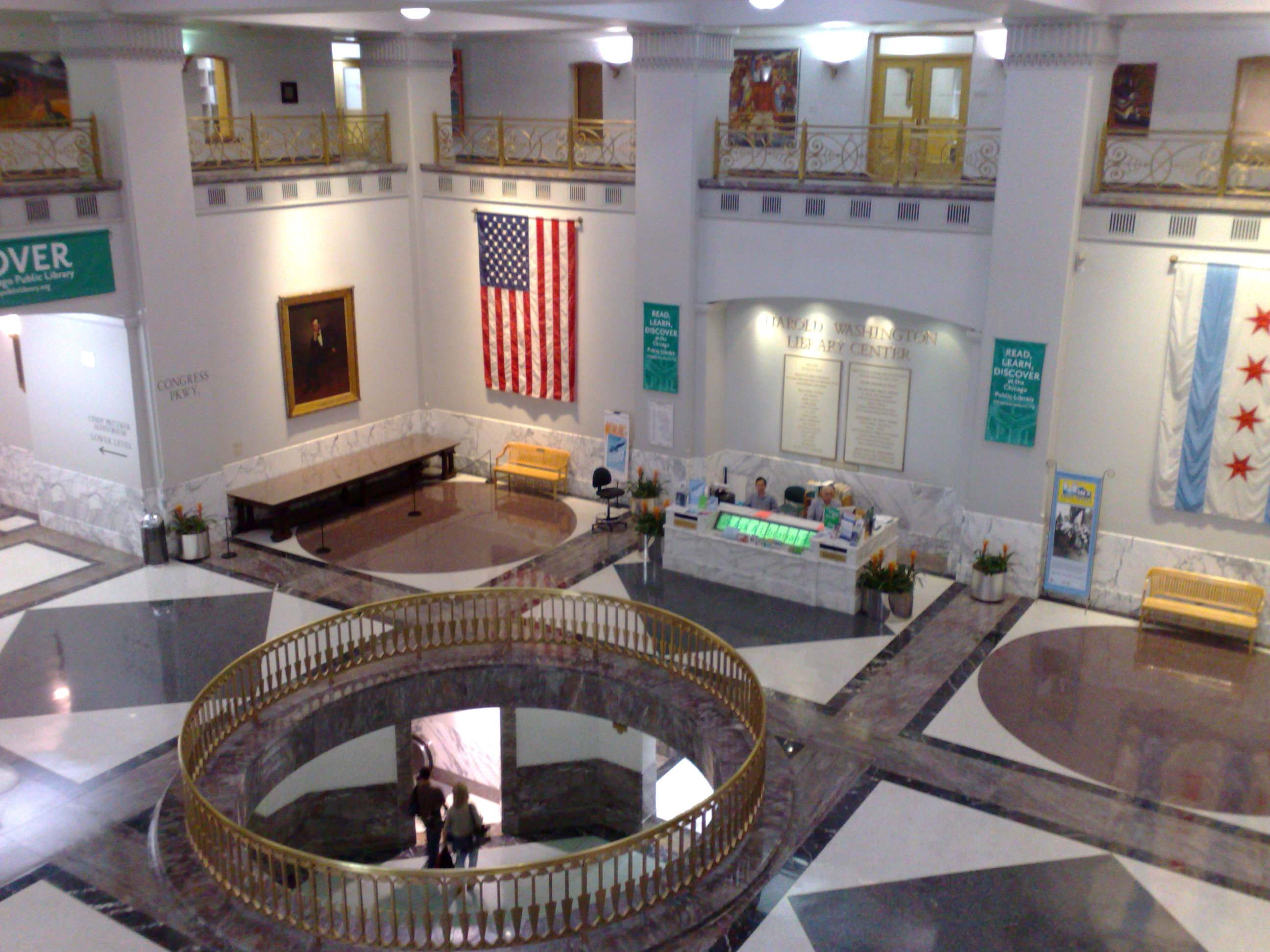
Vestíbulo

El exterior evoca el diseño de varios edificios, entre ellos el Rookery, Auditorium y Monadnock. La parte inferior está hecha de grandes bloques de granito. El ladrillo rojo constituye la mayor parte del exterior. Estas dos partes se basan en el estilo Beaux-Arts. En general el edificio es de estilo postmodernista.
Los frontones y la mayor parte del lado oeste que da a Plymouth Court son de vidrio, acero y aluminio con ornamentación que recuerda al estilo manierista.
En 1993, el techo fue ornamentado con siete grandes acroteras de aluminio pintado diseñadas por Kent Bloomer con figuras de búhos de Raymond Kaskey. La acrotera del lado de State Street representa un búho, símbolo del conocimiento debido a su asociación con la diosa griega Atenea. La acrotera en Congress Parkway (ahora Ida. B. Wells Drive) y en los lados de Van Buren contienen vainas de semillas, que representan la abundancia natural del Medio Oeste. Las acroteras angulares contienen cada una un búho posado en el follaje.
En la división entre los bloques de granito y las porciones de ladrillo hay medallones de pared que tienen la cara de Ceres y mazorcas de maíz.
En los lados norte, este y sur de la construcción hay ventanas arqueadas de cinco pisos de altura. Entre las ventanas hay frisos de cuerdas.

### Interior

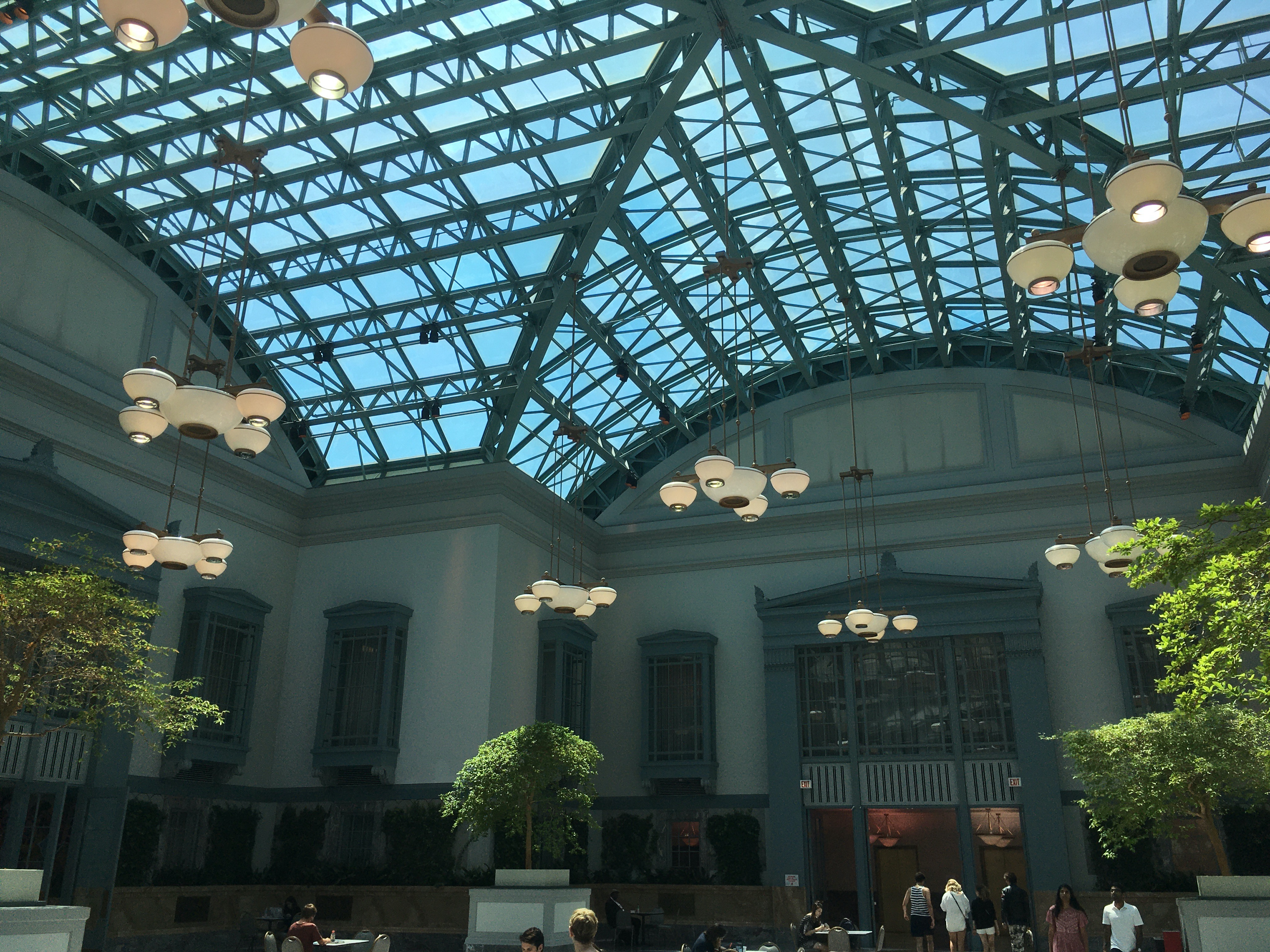
El jardín de invierno de la biblioteca en el noveno piso

Todas las puertas públicas conducen al vestíbulo. La entrada pública norte en Van Buren está justo al este de la Harold Washington Library–State/Van Buren de la Autoridad de Tránsito de Chicago, servida por las líneas Marrón, Naranja, Rosa y Púrpura del Metro de Chicago. El corredor va hacia el este, luego hacia el sur, luego hacia el oeste y se abre al sur hacia el vestíbulo.
Las entradas públicas este y sur se abren directamente al vestíbulo. La entrada pública oeste se abre a las oficinas. El corredor oeste va hacia el este y luego hacia el sur para abrirse en el vestíbulo.
- El nivel inferior alberga el Auditorio Cindy Pritzker, la sala de Usos Múltiples y la sala de Exposiciones.
- El vestíbulo central tiene dos pisos de altura e incluye los mostradores de circulación y de información. En el lado este, se encuentra la Biblioteca Popular y en el lado oeste hay un espacio de YouMedia para adolescentes.
- El segundo piso alberga la biblioteca infantil Thomas Hughes.
- El tercer piso incluye computadoras para uso público, publicaciones periódicas y departamentos de servicios de información general y préstamo interbibliotecario, junto con un espacio de creación. El Maker Lab incluye varias impresoras 3D, máquinas CNC y cortadoras láser. El uso de estas máquinas está disponible por una tarifa nominal.
- El cuarto piso contiene la información de negocios, ciencias generales y tecnología.
- El quinto piso tiene publicaciones gubernamentales, referencias municipales de Chicago, mapas y un centro para ciegos, discapacitados visuales y discapacitados físicos.
- El sexto piso contiene recursos de ciencias sociales e historia.
- El séptimo piso alberga recursos literarios y lingüísticos, así como una obra del aclamado escultor polaco Jerzy Kenar.
- El octavo piso tiene recursos de artes visuales y escénicas, salas de práctica musical y salas audiovisuales.
- El noveno piso alberga el Winter Garden, que puede servir como sala de lectura o alquilarse para funciones sociales. También en este piso se encuentran las salas de exhibición, las Colecciones Especiales y los Archivos y Colecciones de Harold Washington.
- El décimo piso no está abierto al público. Alberga oficinas de la biblioteca y de los servicios técnicos.[14]